# Saint-Brice-sous-Forêt
Saint-Brice-sous-Forêt es una comuna francesa del valle del Oise, situada en el distrito de Sarcelles, en la región Isla de Francia.

## Geografía

### Situación
La comuna se encuentra al oeste de Pays de France, lindando con el bosque de Montmorency.
Sus comunas limítrofes son:
- Piscop (Norte)
- Montmorency (Oeste)
- Groslay (Sur)
- Sarcelles (Este)
- Écouen (Noreste)

### Comunicaciones
Saint-Brice se encuentra comunicado con el resto de Francia mediante:
- las siguientes rutas:
  - la RN 1 que atraviesa el pueblo del norte al sur
  - la D125 qui relie Montmorency à Sarcelles d'Ouest en est au Sud de la ville

- los siguientes transportes públicos:
  - La Gare de Sarcelles - Saint-Brice sobre la línea de banlieue Paris-Gare du Nord - Persan-Beaumont
  - Los buses RATP 370 y 133.
  - La línea departamental 95-02 del Consejo General de Val d'Oise
  - El bus urbano 30-13
  - La línea 43 du Noctilien en provenance de la Gare de l'Est a París

### Barrios
La villa tiene estos barrios:
- El centro, que es su núcleo histórico;,
- Vergers, que apareció en los años 70;
- La résidence de la plante aux Flamands,
- Le clos du chateau,
- La résidence de la Fontaine Saint Martin,
- La résidence du Village,
- Grand Park,
- Le secteur residentiel proche du quick

La villa cuenta con tres zonas comerciales:
- La zona comercial y artesanal de Perruches,
- El centro comercial de Vergers
- La zona de Chapelle Saint-Nicolas, en desarrollo desde 2005.

## Historia
El nombre de la comuna proviene del santo epónimo, sucesor de San Martín en el obispado de Tours en 397. 
Durante el siglo XIII fue el señoría de la casa de Montmorency. Posteriormente lo fue del conde de Viena, brigadier des armas del rey en el siglo XVIII. Por aquel entonces tenía unos 800 habitantes que vivían principalmente de la agricultura y adicionalmente de la elaboración de encajes, industria floreciente en la región por aquella época.

### Heráldica
Saint-Brice-sous-Forêt: D'or à la croix de gueules cantonnée de seize alérions d'azur ordonnés 2 et 2, sur le tout aussi d'azur à l'escarboucle d'or.

## Demografía
| 836 | 775 | 794 | 761 | 851 | 885 | 830 | 790 | 742 | 845 | 908 | 812 | 957 | 1 013 | 1 143 | 1 172 | 1 233 | 1 214 | 1 184 | 1 229 | 1 380 | 2 051 | 2 528 | 2 733 | 2 589 | 3 080 | 3 364 | 4 804 | 7 491 | 9 528 | 11 662 | 12 540 | 13 914 |
| Para los censos de 1962 a 1999 la población legal corresponde a la población sin duplicidades (Fuente: INSEE [Consultar]) |     |     |     |     |     |     |     |     |     |     |     |     |       |       |       |       |       |       |       |       |       |       |       |       |       |       |       |       |       |        |        |        |

## Administración
Saint-Brice-sous-Forêt forma parte de la jurisdicción de instancia de Écouen, y de la misma gran instancia que el Tribunal de comercio de Pontoise

### Alcaldes de Saint-Brice
- 1805-???? Remond Philippe
- 1816-???? Bazin
- 1828-???? Dupre
- 1830-???? Thora
- 1831-???? Simonet Maisonneuve
- 1835-???? Beuzaret
- 1841-???? Daval
- 1842-????  Locher
- 1855-????  Beau Victor
- 1860-1871  Guy Alfred
- 1871-1881  Charvet Christophe
- 1881-1885  Beau Alexis
- 1885-1888  Leblond Louis
- 1888-1892  Camus Antoine
- 1892-1896  Cousin Nicolas
- 1896-1916  Dupuis Pierre
- 1916-1919  Chatenay Eugène
- 1919-1923  Graux Désiré
- 1923-1929  Tuleu Louis
- 1929-1935  Moumireil Aimé
- 1935-1942  Mourin Julien
- 1942-1944  Picart Louis
- 1944-1947  Douville René
- 1947-1953  Catteau Robert
- 1953-1962  Hamelin Paul
- 1962-1965  Charron Jean
- 1965-1977  Clouet Pierre
- 1977-1995  Denis Henri
- 1995-2001  Huyet Gérard
- 2001-      Lorand Alain (UMP)

Fuente:

### Seguridad
El índice de criminalidad de la circunscripción policial de Sarcelles (incluyendo Saint-Brice-sous-Forêt y Villiers-le-Bel) es de 107,37 actos por cada 1000 habitantes (crímenes y delitos, cifras de 2005) lo que lo convierte uno de los tres más elevados de Val-d'Oise detrás de Enghien-les-Bains (137,75) y Cergy-Pontoise (110,62), ampliamente superior a las media nacional (83) y del departamento (88,15). El índice de casos resueltos por la policía es del 25,34%, uno del más bajos del departamento.

## Habitantes célebres
- Paul Éluard se instaló en Saint-Brice. Recibió en su casa a los que serían posteriormente destacados artistas del surrealismo: Max Ernst, André Breton o Robert Desnos.

- Edith Wharton, novelista americana, vivió desde 1919 hasta su muerte en 1937 en Pavillon Colombe, situado en el número 3/5 de la calle que ahora lleva su nombre.

- Antoine-Pierre-Louis Bazin, pionero de la sinología francesa, natural de Saint-Brice.